# Godzilla
Godzilla (Nhật: ゴジラ Hepburn: Gojira, /ɡɒdˈzɪlə/; [ɡoꜜdʑiɾa] ⓘ) là một kaiju, quái vật khổng lồ hư cấu của Nhật Bản, lần đầu tiên xuất hiện với tư cách là nhân vật chính trong bộ phim Godzilla năm 1954 của Honda Ishirō, do hãng phim Toho sản xuất và phân phối. Godzilla đã trở thành một biểu tượng văn hóa đại chúng trên toàn thế giới, là đề tài nóng được khai thác trên nhiều phương tiện truyền thông khác nhau như điện ảnh (bao gồm 32 phim do Toho sản xuất và 4 phim do Hollywood sản xuất), trò chơi điện tử, tiểu thuyết, truyện tranh và chương trình truyền hình. Godzilla thường được mệnh danh là "King of the Monsters" ("vua của các loài quái vật"), một cụm từ được sử dụng lần đầu tiên trong bộ phim Godzilla, King of the Monsters! (1956), phiên bản chuyển thể của Hoa Kỳ dựa trên bộ phim gốc năm 1954.
Godzilla được miêu tả là một sinh vật biển khổng lồ cổ đại, sở hữu sức mạnh hủy diệt, được đánh thức và tăng cường sức mạnh bởi phóng xạ. Với những ảnh hưởng nghiêm trọng từ vụ ném bom nguyên tử xuống Hiroshima và Nagasaki và sự cố Daigo Fukuryū Maru vẫn còn hiện hữu trong tâm thức của người Nhật, Godzilla được xem như một phép ẩn dụ cho thảm họa vũ khí hạt nhân. Những người khác cho rằng Godzilla là một phép ẩn dụ cho Hoa Kỳ, một con quái vật khổng lồ được đánh thức từ giấc ngủ và sau đó trả thù Nhật Bản một cách khủng khiếp. Khi loạt phim được mở rộng, một số câu chuyện đã miêu tả Godzilla là một nhân vật phản anh hùng, đôi khi nó đánh bại các thế lực khác để bảo vệ Trái Đất, nhưng cũng có khi nó là một kẻ phá hoại và hủy diệt cuộc sống của loài người. Các bộ phim về sau đề cập đến các chủ đề như sự lãng quên của Nhật Bản đối với quá khứ đế quốc tàn bạo của họ, thiên tai và tình trạng con người.
Godzilla đã xuất hiện cùng với nhiều nhân vật khác nhau trên các phương tiện thông tin đại chúng. Nó đã phải đối mặt với những lực lượng quân sự của con người (như JSDF) hoặc với những quái vật khác, bao gồm King Ghidorah, Mechagodzilla và Gigan. Godzilla thường có các đồng minh như Rodan, Mothra, Anguirus và đôi khi xuất hiện cùng với con cái như Minilla, Godzilla Junior. Godzilla cũng đã chiến đấu với những nhân vật thuộc các thương hiệu truyền thông khác thông qua hình thức crossover, tiêu biểu là quái vật King Kong thuộc RKO Pictures/Universal Studios, các nhân vật thuộc Marvel Comics bao gồm tổ chức S.H.I.E.L.D., nhóm Fantastic Four và nhóm Avengers.

## Tổng quan

### Tên gọi
Godzilla có tên gọi Nhật Bản là Gojira (ゴジラ). Trong tiếng Nhật, đây là từ ghép của hai từ Gorilla (ゴリラ) có nghĩa là "Khỉ đột" và Kujira (鯨 • クジラ) có nghĩa là "Cá voi". Người Nhật lý giải, sinh vật này mang những nét khỏe khoắn của khỉ đột và thừa hưởng khả năng sống dưới nước, cũng như thể trạng to lớn của cá voi.
Trong quá trình phát triển phiên bản Mỹ của Godzilla Raids Again (1955), tên của Godzilla đã được đổi thành "Gigantis" bởi nhà sản xuất Paul Schreibman, người muốn tạo ra một nhân vật khác biệt với Godzilla.

### Tính chất
Godzilla có hình dạng của một con khủng long với tư thế đứng thẳng, da có vảy, một thân hình với cánh tay cơ bắp, có nhiều hàng gai trên lưng và đuôi của nó, với một đôi mắt khá nhỏ so với thân hình. Vũ khí của Godzilla là "hơi thở nguyên tử", một vụ nổ hạt nhân tạo ra từ bên trong cơ thể của nó và giải phóng từ miệng của nó trong các hình dạng của một tia nhiệt phóng xạ màu xanh hoặc đỏ.
Giám đốc nghệ thuật Watanabe Akira đã kết hợp các hình dạng của Tyrannosaurus, Iguanodon, Stegosaurus và cá sấu để tạo nên hình dạng của Godzilla, lấy cảm hứng từ hình ảnh minh họa từ một vấn đề của tạp chí cuộc sống. Để nhấn mạnh mối quan hệ của con quái vật với quả bom nguyên tử, cấu trúc da của nó được lấy cảm hứng từ những vết sẹo lồi của những người sống sót ở Hiroshima. Thiết kế của nó có gương mặt của bò sát, được xây dựng mạnh mẽ với tư thế thẳng đứng, một cái đuôi dài và hàng vây răng cưa dọc theo lưng, đuôi. Trong bộ phim gốc, vây đã được thêm vào cho mục đích thẩm mỹ, nhằm phân biệt giữa Godzilla với bất kỳ sinh vật khác hay sinh vật đã tuyệt chủng. Godzilla đôi khi được mô tả có màu xanh lá cây trong truyện tranh, phim hoạt hình và áp phích phim, nhưng những bộ trang phục được sử dụng trong các bộ phim của Nhật thường được sơn màu xám than với vây lưng xương trắng cho đến bộ phim Godzilla 2000. Godzilla là động vật lưỡng cư có thể sinh sống và hô hấp cả trên cạn lẫn dưới nước.
Có một thực tế đó là Godzilla ngày càng "phát phì"(khổng lồ), to cao và lực lưỡng hơn theo năm tháng. Vào năm 1954, khi lần đầu xuất hiện trước màn ảnh nhỏ, Godzilla chỉ cao khoảng 50 mét, tương đương với những nhà chọc trời ở Tokyo vào thời điểm đó. Chiều cao của Godzilla đã gấp đôi thời điểm ban đầu, đạt 100m vào năm 1991. Tại phiên bản phim năm 2014, Godzilla cao 110 m và nặng 90.000 tấn. Nhiều người hâm mộ Nhật Bản cho rằng, Godzilla 2014 quá béo, "giống như một người Mỹ thừa cân". Một số ý kiến khác lại bình luận một các dí dỏm nhưng vô cùng sâu sắc rằng: "Do lượng vũ khí hạt nhân trên thế giới ngày càng phát triển nên Godzilla ngày càng to ra". Năm 2016, bộ phim Shin Godzilla do Toho phát chuyển ra đời, khi một con lươn ăn phải mảnh phóng xạ và tiến hóa dần thành Godzilla. Trong phim này, Shin Godzilla cao 118,5 m, dài 333 m và nặng 120.000 tấn, to hơn so với bản phim năm 2014.
Có phim mô tả Godzilla là "cha" đi cùng với chú bé Godzilla con nhưng cũng có phim, đạo diễn xây dựng tình tiết Godzilla để trứng. Tuy nhiên, thực tế thì theo tạo hình ban đầu thì Godzilla là động vật lưỡng tính. Ngay kể cả trong ngôn ngữ tại Nhật Bản, Godzilla được dùng từ "Nó" để ám chỉ thay vì "anh ấy" hoặc "cô ấy".
Godzilla đôi khi là một siêu anh hùng, đánh bại các thế lực khác để bảo vệ Trái Đất, nhưng nhiều khi cũng được miêu tả là một kẻ phá hoại và hủy diệt cuộc sống của loài người. Điều này đã đặc tả rõ nét sự ẩn dụ của hình tượng Godzilla. Godzilla là hiện thân của thiên nhiên, đại diện cho cơn thịnh nộ của "bà mẹ tự nhiên" này dành cho loài người. Nó cũng đặt ra một luận đề rất rõ ràng rằng: "Nếu như chúng ta đối xử tốt với thiên nhiên thì thiên nhiên sẽ che chở chúng ta, còn nếu chúng ta đối xử tàn tệ với thiên nhiên thì thiên nhiên cũng sẽ là thế lực kết thúc số phận của loài người".

#### Gầm
Godzilla có một tiếng gầm gồm hai âm tiết đặc biệt (được phiên âm trong một số truyện tranh là Skreeeonk!). Nó được tạo ra bởi nhà soạn nhạc Ifukube Akira, người đã sản xuất âm thanh này bằng cách cọ xát một chiếc găng tay da tráng nhựa thông dọc theo các sợi dây của một cây đàn contrebasse và sau đó làm chậm quá trình phát lại. Trong phiên bản Mỹ của Godzilla Raids Again (1955) với tựa đề Gigantis the Fire Monster (1959), tiếng gầm của Godzilla chủ yếu được thay thế bằng tiếng gầm của quái vật Anguirus. Kể từ The Return of Godzilla (1984) cho đến Godzilla vs. King Ghidorah (1991), Godzilla có tiếng gầm sâu hơn và mang âm hưởng đe dọa hơn so với các phần phim trước, tuy nhiên sự thay đổi này đã được hoàn nguyên từ Godzilla vs. Mothra (1992) trở đi. Đối với Godzilla (2014), các biên tập viên âm thanh Ethan Van der Ryn và Erik Aadahl từ chối tiết lộ nguồn âm thanh được họ sử dụng để tạo ra tiếng gầm của Godzilla. Aadahl mô tả hai âm tiết của tiếng gầm đại diện cho hai phản ứng cảm xúc khác nhau, với phản ứng đầu tiên thể hiện sự giận dữ và phản ứng thứ hai truyền tải linh hồn của Godzilla.

### Ý nghĩa của sự ra đời
Godzilla ra đời từ những năm 50 của thế kỷ 20 ở Nhật Bản. Sự ra đời của Godzilla được cho là phản ánh tính chất thời đại. Vào thời điểm đó, vũ khí nguyên tử đang trở thành nỗi kinh hoàng của con người. Hai quả bom nguyên tử mà quân đội Mỹ ném xuống Nhật Bản trong chiến tranh thế giới thứ 2 đã để lại những hậu quả nặng nề. Godzilla chính là phép ẩn dụ cho thảm họa hạt nhân, hay nói rộng hơn là cơn phẫn nộ của thiên nhiên trước sự can thiệp thô bạo của loài người.

## Nổi tiếng

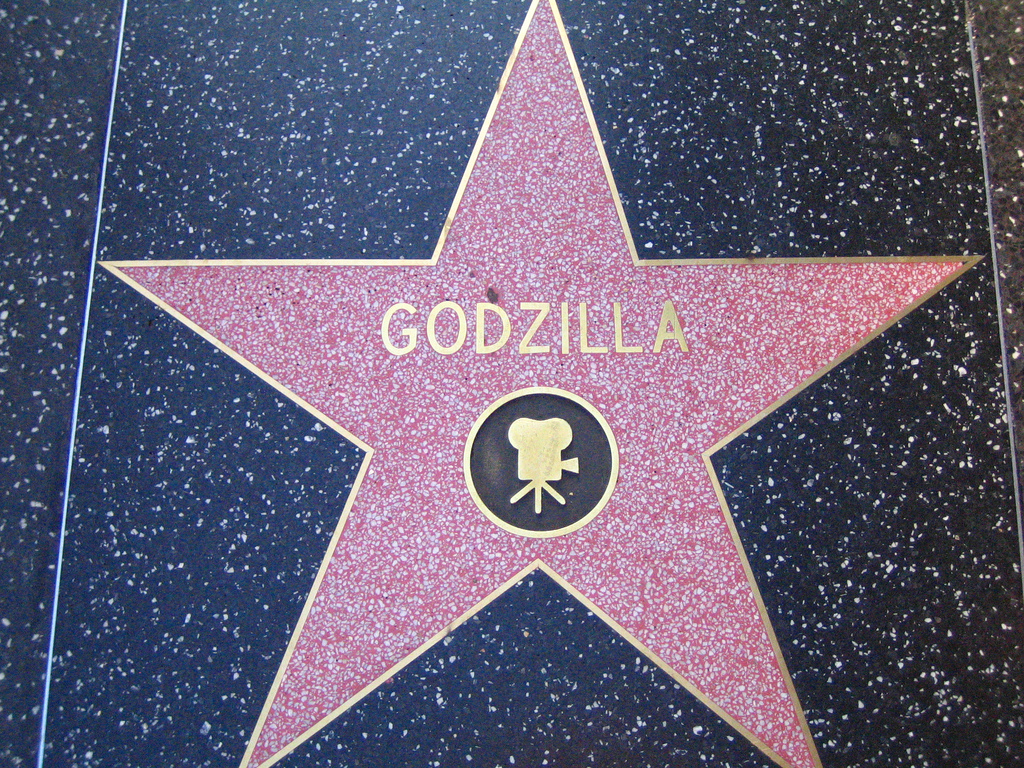
Ngôi sao của Godzilla trên Đại lộ Danh vọng Hollywood

Ở Nhật Bản, Godzilla là một biểu tượng văn hóa, nó xuất hiện trong mọi mặt đời sống của đất nước này. Rất nhiều người Nhật tin rằng, Godzilla không phải là một nhân vật hư cấu, nó có thật và tồn tại dưới lòng Thái Bình Dương sâu thẳm. Các hình ảnh về Godzilla cũng xuất hiện đại trà với mật độ dày đặc tại "xứ sở mặt trời mọc". Godzilla đã vượt qua một hình ảnh nhân vật điện ảnh để vươn đến hình tượng văn hóa đặc sắc không chỉ tại Nhật Bản mà còn trên toàn cầu. Ngoài ra, Godzilla còn trở thành một tấm gương khổng lồ để loài người tự soi mình vào đó, để xem họ đã đối xử với thiên nhiên như thế nào.
Kể từ năm 1954 cho đến nay, Godzilla là đề tài nóng được khai thác nhiều trong điện ảnh, truyện tranh và các trò chơi giải trí. Godzilla đã có mặt trong 31 bộ phim điện ảnh và hàng ngàn tạp chí, sách báo, truyện tranh khác trên khắp thế giới. Riêng tại Nhật Bản, Godzilla đã xuất hiện trong 28 bộ phim còn ở Mỹ từ năm 1956, các nhà làm phim nước này đã mua bản quyền con quái vật Godzilla từ công ty Toho để tiến hành sản xuất các sản phẩm điện ảnh. Đã có ba bộ phim của điện ảnh Mỹ làm về đề tài Godzilla vào các năm 1957, 1998, 2014,2019 và sắp tới là 2020. Ngoài ra, các trò chơi điện tử, truyện tranh và các sản phẩm ăn theo Godzilla cũng rất thịnh hành ở Mỹ.
Godzilla đã trở thành một trong những anh hùng hư cấu vĩ đại nhất trong lịch sử điện ảnh, giành được giải thưởng Thành tựu trọn đời MTV vào năm 1996. Điều đặc biệt hơn đó là vào năm 2004, Godzilla đã có được một vinh dự to lớn khi được trao một ngôi sao trên đại lộ danh vọng ở Hollywood. Đây là một phần thưởng xứng đáng cho tầm ảnh hưởng rộng lớn của Godzilla trong lĩnh vực điện ảnh và rộng hơn là văn hóa trên phạm vi toàn cầu.
Steven Spielberg chia sẻ rằng Godzilla chính là nguồn cảm hứng cho Công viên kỷ Jura (1993), cụ thể là bộ phim Godzilla, King of the Monsters! (1956) mà ông từng theo dõi khi lớn lên. Spielberg mô tả Godzilla là "tuyệt phẩm nhất trong tất cả các bộ phim về khủng long bởi vì nó khiến bạn tin rằng nó đang thực sự xảy ra." Godzilla còn có ảnh hưởng đến một bộ phim khác của Spielberg là Hàm cá mập (1975). Ngoài ra Godzilla cũng được coi là nguồn cảm hứng cho các nhà làm phim như Martin Scorsese và Tim Burton.
Tiểu hành tinh ở vành đai chính "101781 Gojira", được phát hiện bởi nhà thiên văn học người Mỹ Roy Tucker tại Đài thiên văn Goodricke-Pigott vào năm 1999, đã được đặt tên dựa theo Godzilla để vinh danh nó. Trích dẫn đặt tên chính thức được Minor Planet Center công bố vào ngày 11 tháng 7 năm 2018 (M.P.C. 110635).

### Đại sứ
Vào tháng 4 năm 2015, quận Shinjuku của Tokyo đã phong Godzilla là cư dân đặc biệt và là đại sứ du lịch chính thức để khuyến khích du lịch. Trong buổi ra mắt bức tượng bán thân khổng lồ của Godzilla tại trụ sở Toho, Yoshizumi Kenichi, thị trưởng của Shinjuku, tuyên bố "Godzilla là nhân vật đại diện cho niềm tự hào của Nhật Bản". Thị trưởng đã gia hạn giấy chứng nhận cư trú cho một diễn viên trong bộ đồ cao su mô phỏng Godzilla, nhưng vì tay của bộ đồ không được thiết kế để cầm nắm, nó đã được chấp nhận thay cho Godzilla bởi một giám đốc điều hành của Toho. Các phóng viên đề cập thêm rằng quận Shinjuku đã bị Godzilla san phẳng trong ba bộ phim của Toho.